# Anoksemia
Anoksemia – niedobór tlenu we krwi w stosunku do zapotrzebowania.
Niektóre z możliwych przyczyn anoksemii:
- Wysiłek fizyczny – anoksemia występuje w początkowej fazie wysiłku. Deficyt stanowi zadłużenie tlenowe, które zostaje spłacone po wysiłku lub jeszcze w trakcie jego trwania. Zależne jest to od czasu wysiłku oraz jego intensywności. Organizm podlegający wysiłkowi fizycznemu rozpoczyna natychmiastowe spalanie zapasów tlenu zgromadzonych w komórkach, zaś na dostarczenie niezbędnej ilości tlenu poprzez płuca i krwiobieg potrzeba czasu (przynajmniej około 2 minut). Brak odpoczynku może spowodować, iż organizm nie będzie w stanie nadążyć z dostarczeniem tlenu.
- Blokada oddychania w tkance – uniemożliwienie oddychania na poziomie komórkowym spowodowany np. truciznami (tlenek węgla).
- Brak tlenu w środowisku – np. podczas topienia się albo dekompresji kabiny samolotu lub statku kosmicznego.